# Киричок Петро Максимович
Петро́ Макси́мович Киричо́к (нар. 7 липня 1921 — 6 січня 2014) — український вчений-літературознавець, доктор філологічних наук (1988), професор (1992). За часів радянського союзу прізвище на російській мові Киричек Петр Максимович.

## Біографія
Народився 7 липня 1921 року в селі Червоне Широківського району Дніпропетровської області. Учасник бойових дій Другої світової війні з 1941 по 1945 рр. Обороняв Київ. Учасник оборони Ленінграду, рукопашних сутичок на Пулковських висотах та на Нєвському п'ятачку. Штурмував Кенігсберг де і закінчив війну. Мав три поранення, контузію.
У 1950 році закінчив філологічний факультет Криворізького державного педагогічного інституту, у 1953 році — аспірантуру при Одеському державному університеті імені І. І. Мечникова.
Викладацьку діяльність розпочав у 1953—1955 рр. завідувачем кафедри української літератури, деканом філологічного факультету Криворізького державного педагогічного інституту. З 1955 р. по 1976 р. працював завідувачем кафедри української літератури Сімферопольського державного університету імені М. В. Фрунзе.
З 1976 року — доцент, доктор філологічних наук, професор кафедри теорії та історії української літератури Таврійського національного університету імені В. І. Вернадського.

## Наукова діяльність
У 1954 році захистив кандидатську дисертацію на тему: «Соціальні драми М. Л. Кропивницького», у 1988 році — докторську дисертацію на тему: «Українська драматургія 60-х — поч. 80-х р.р. XIX ст. Проблема художньої майстерності у зв'язку з творчою практикою письменників».
У 1955 році присвоєно вчене звання доцента, у 1992 році — професора.
Опублікував близько 200 наукових і методичних праць, найважливішими серед яких є:
- Марко Кропивницький: Крит.-біогр. нарис. Сф., 1961;
- Марко Кропивницький: Життя і творчість. К., 1968;
- Марко Кропивницький літературний портрет (1985)
- «Слово Шевченка на полі бою» (2001)
- С. В. Руданський — поет, лікар, громадський діяч. Сф., 2002;
- Марко Кропивницький в Криму. Сф., 2002;
- «Марко Кропивницький у Криму: науково-методичний посібник» (2002) (у співавторстві)
- «Степан Руданський і Крим» (2004)
- Обдарований словом і духом (сучасне прочитання життєвого і творчого шляху Г. С. Сковороди). Сф., 2004;
- Крим і українська театральна культура. Сф., 2005;
- «Національної духовності сіяч» (2005) (у співавторстві)
- «Крим театральний: навчальний посібник» (2006) (у співавторстві)
- Крим літературний. Сф., 2006;
- «Слово Т. Г. Шевченка на фронтах другої світової війни: навчальний посібник» (2006).
- «Джерело вічного натхнення» (2004)[1]